# Éric Bédard (historien)
Pour les articles homonymes, voir Éric Bédard et Bédard.
Éric Bédard (1969- ) est un historien québécois, professeur à l’Université TÉLUQ, spécialisé sur le Québec, auteur de plusieurs ouvrages.

## Biographie

### Formation
Né à Montréal, Éric Bédard grandit dans l’est de Montréal, fréquente le Collège des Eudistes et le Cégep de Maisonneuve et obtient un baccalauréat et une maîtrise en histoire à l’Université de Montréal, en plus d’un certificat en pédagogie de la même université. Il se destine d’abord à une carrière dans l’enseignement secondaire mais il développe un goût pour la recherche et l’écriture qui le pousse vers l’Institut d’études politiques de Paris et le doctorat en histoire, qu’il décroche en 2005 à l’Université McGill. Il montre aussi des aptitudes pour les communications en collaborant à divers journaux et radio étudiantes et en s’engageant quelques années au Parlement jeunesse du Québec.

### Carrière universitaire
En 2003, Éric Bédard devient professeur à l’Université du Québec à Rimouski. Deux ans plus tard, il obtient un poste de professeur régulier à l’Université TÉLUQ, alors affiliée à l’Université du Québec à Montréal. À l’Université TÉLUQ, il est responsable des programmes en études québécoises et développe une série de cours, notamment sur la Nouvelle-France et la Révolution tranquille. Membre du conseil d’administration et du comité scientifique de l’Association internationale des études québécoises, il offre des séminaires sur le Québec et à l’Université Hankuk de Séoul (en 2010 et 2013). Il préside également à plusieurs comités d’octroi de bourses au Fonds de recherche du Québec – Société et culture (FRQSC).

### Médias
Soucieux de rendre l'histoire accessible, Éric Bédard intervient régulièrement dans les médias. De 2006 à 2011, il été chroniqueur à l’émission Ouvert le samedi diffusée sur la première chaîne de Radio-Canada, en plus de coanimer l'émission Au tour de l'histoire à VOX, d'animer À la page sur MAtv et de collaborer à diverses séries diffusées sur la chaîne Historia (Histoire à la une, Pixcom, 2000-2001 ; Nos Familles, Orbi-XXI, 2008-2009 ; Enquête sur quatre premiers ministres, Hyperzoom, 2009-2010). Durant l’été 2009, et de septembre 2011 à avril 2014, il a signé une chronique d'histoire les dimanches dans le Journal de Montréal/Québec. De 2015 à 2023, il a animé sept saisons de la série Figures marquantes de notre histoire, présentée à la Grande bibliothèque du Québec captée par la chaîne MAtv.

### Engagement social et politique
Au tournant des années 1990, il s’engage en politique au Parti québécois, alors que la souveraineté du Québec semble à portée de main. Il préside le conseil exécutif du PQ de la circonscription de Bourget où il rencontre Camille Laurin qui fait alors un retour en politique. Il s’engage également au Comité national des jeunes du Parti québécois et en devient le président de 1994 à 1996. Cet engagement pour le Québec sera ensuite vécu en dehors de la sphère partisane, au Collectif pour une éducation de Qualité (2006-2009), avec Normand Baillargeon, Jacques Dufresne, Marie-Éva De Villers et aux conseils d’administration des fondations René-Lévesque et Lionel-Groulx. Il est actuellement conseiller scientifique de Maxime Pedneaud-Jobin, PDG du Musée national de l'histoire du Québec.

## Œuvres
Éric Bédard est un historien public qui souhaite s’adresser au plus grand nombre, mais aussi un historien universitaire qui publie des travaux académiques et un essayiste qui fait paraître des textes plus personnels et engagés dans les revues Argument et L’Inconvénient.
Le travail d’historien d’Éric Bédard s’inscrit dans la nouvelle sensibilité en histoire du Québec, ce que certains ont aussi nommé le nationalisme conservateur, une formulation qu’il assume. Cette nouvelle sensibilité historique, née au tournant des années 2000, critique l’historiographie moderniste et son projet de rompre avec la filiation canadienne-française en histoire du Québec. Il plaide, comme l’indique le titre de l’un de ses ouvrages, pour un Recours aux sources (2011). Son livre Les Réformistes (2009), qui reconstitue le parcours de politiciens canadiens-français ayant participé aux mouvement des Patriotes et, à la suite de la défaite du mouvement, acceptés de participer au gouvernement du Canada uni, est considéré comme un livre phare de cette nouvelle sensibilité.
Éric Bédard est aussi fort critique de l’histoire sociale et participe d’un retour du politique et de l’évènement dans l’explication historique. Il se porte également à la défense de l’histoire « nationale », qu’il distingue de l’histoire « nationaliste » et militante.
Son livre L’Histoire du Québec pour les nuls (2012) est un grand succès populaire au Québec comme dans la francophonie. L'historien Jocelyn Létourneau considère ce livre, comme l’œuvre de Bédard dans son ensemble, « une vision épique de l’aventure québécoise », le prototype du récit victimaire du Canada français. Éric Bédard et Jocelyn Létourneau ont été au centre d’une polémique sur le contenu du nouveau cours en histoire du Québec qui faisait fi, selon Bédard, des grandes périodisations politico-historiques du Québec.

### Ouvrages publiés
- (Sous la direction), Figures marquantes de notre histoire. Volume 2 : Lutter, Montréal, VLB, 2024.
- (Sous la direction), Figures marquantes de notre histoire. Volume 1 : Bâtir, Montréal, VLB, 2023.
- Le Québec. Tournants d’une histoire nationale, Québec, Septentrion, 2021, coll.« Aujourd’hui l’histoire »
- Chronique d’une insurrection appréhendée. Jeunesse et crise d’Octobre, Québec, Septentrion, 2020 (Nouvelle édition d’un ouvrage paru en 1998)
- L’Histoire du Québec pour les Nuls, Paris, First Éditions, 2019 (première édition parue en 2012)
- (Avec Benoît Archambault) Est-ce qu’on arrive bientôt ?, Paris, Auzou, 2019
- (Avec Benoît Archambault) Quand est-ce qu’on arrive ?, Paris, Auzou, 2017
- Survivance. Histoire et mémoire du XIXe siècle canadien-français, Montréal, Boréal, 2017
- (Avec Xavier Gélinas) René Lévesque, Chroniques politiques, tome 2 – 1970-1971, Montréal, Hurtubise, 2017
- Années de ferveur, 1987-1995. Récit d’une jeunesse militante, Montréal, Boréal, 2015
- (Avec Xavier Gélinas) René Lévesque, Chroniques politiques, tome 1 – 1966-1970, Montréal, Hurtubise, 2014
- (Avec Alexandre Stefanescu), René Lévesque. L’homme de la parole et de l’écrit, Montréal, VLB, 2012
- Recours aux sources. Essais sur notre rapport au passé, Montréal, Boréal, 2011
- (Avec Serge Cantin), L’histoire nationale en débat. Regards croisés sur la France et le Québec, Paris, Riveneuve, 2010
- Les Réformistes. Une génération canadienne-française au milieu du XIXe siècle, Montréal, Boréal, 2009
- (Avec Julien Goyette), Parole d’historiens. Anthologie des réflexions sur l’histoire au Québec, Montréal : Presses de l’Université de Montréal, 2006, 481 p. « coll. PUM-Corpus »

## Distinctions
- Invité d'honneur au Festival international du livre de Paris, édition 2024
- Chevalier de l’Ordre des palmes académiques (France), 2023
- Membre de l’Académie des lettres du Québec, 2022
- Membre de la Commission de la toponymie du Québec (2022-2024)
- Membre honoraire du Parlement jeunesse du Québec pour la contribution au débat public, 2014
- Prix Richard-Arès pour Recours aux sources, 2012
- Prix Clio-Québec de la Société historique du Canada pour Les Réformistes, 2010
- Premier prix de la Journée du livre politique de l’Assemblée nationale du Québec pour Les Réformistes ; médaille de l'Assemblée nationale 2010
- Prix Maurice-Séguin du département d’histoire de l’Université de Montréal, 1991

### Entrevues, conférences
- « Rapport au passé, idées politiques et historiographie », Histoire d’un soir (balado), numéro 10, entretien avec Éloïse Venne (2022)
- « Notre histoire en tête : l’histoire contestée », discussion avec Pierre Anctil sur le destin de l’histoire nationale, Radio VM (2022)
- « Discours de réception à l’Académie des lettres du Québec », 15 novembre 2022
- « Pour Éric Bédard, l’histoire est une passion », Le 21e , entretien avec Michel Lacombe, Radio-Canada (2021)
- « Éric Bédard – Histoire et espace public », L’histoire vous le dira (balado), entretien avec Laurent Turcot, numéro 2 (2020)
- « Éric Bédard, un historien québécois de renommée », Sept jours sur terre (balado), entretien avec Joshua Ménard-Suarez (2020)
- « Survivance », Les publications universitaires, Guillaume Lamy, Savoir média (2017)
- « S’affranchir sans renier ses origines : Guy Nadon rencontre Éric Bédard », L’autre midi à la table d’à côté, Radio-Canada (2017)
- « Le 22 juin 1960 — L'élection de Jean Lesage : "un changement de la vie" ? », Dix journées qui ont fait le Québec, Fondation Lionel-Groulx (2013)